# Nová Ves I
Nová Ves I es una localidad del distrito de Kolín en la región de Bohemia Central, República Checa, con una población estimada a principio del año 2018 de 1236 habitantes. 
Se encuentra ubicada al este de la región y de Praga, a poca distancia del río Elba y de la frontera con las regiones de Pardubice y Vysočina.

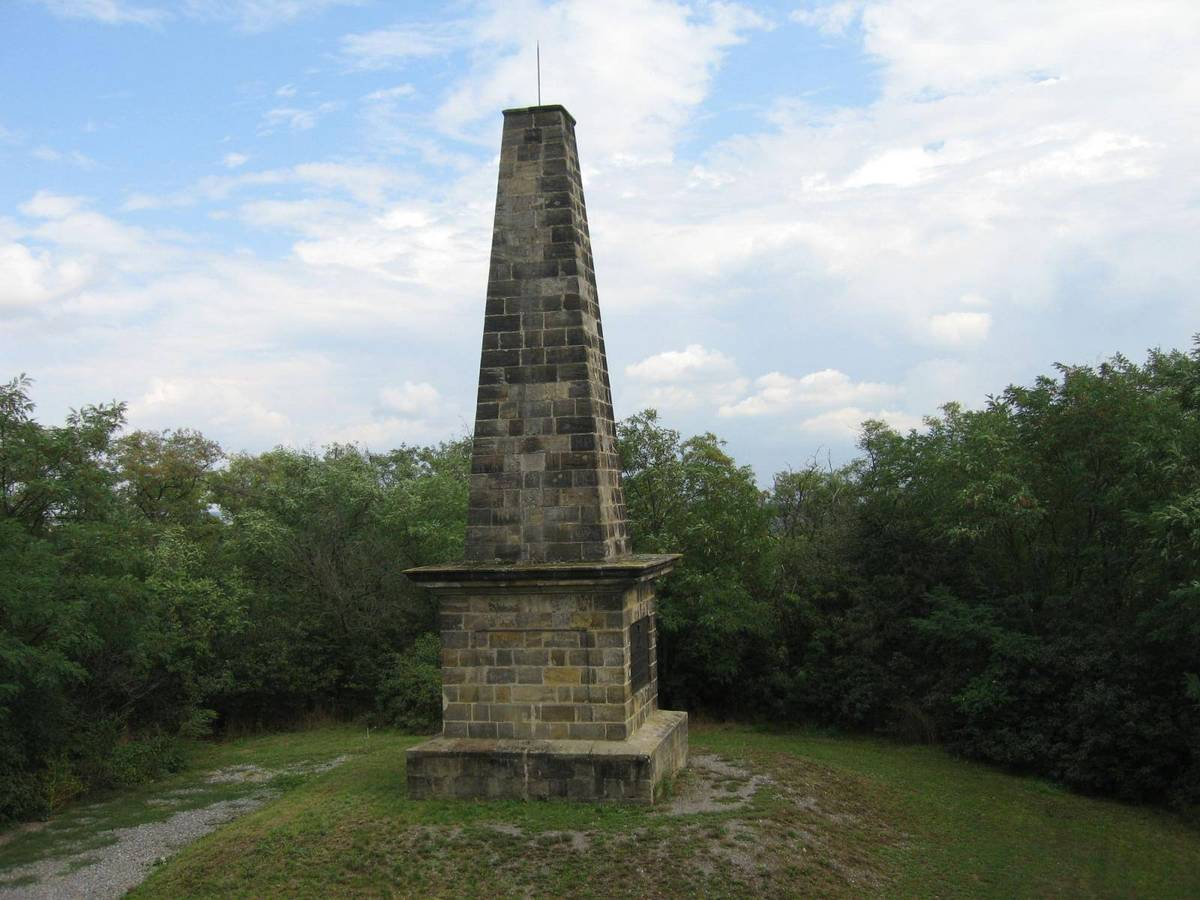
Monumento conmemorativo de la Batalla de Kolín
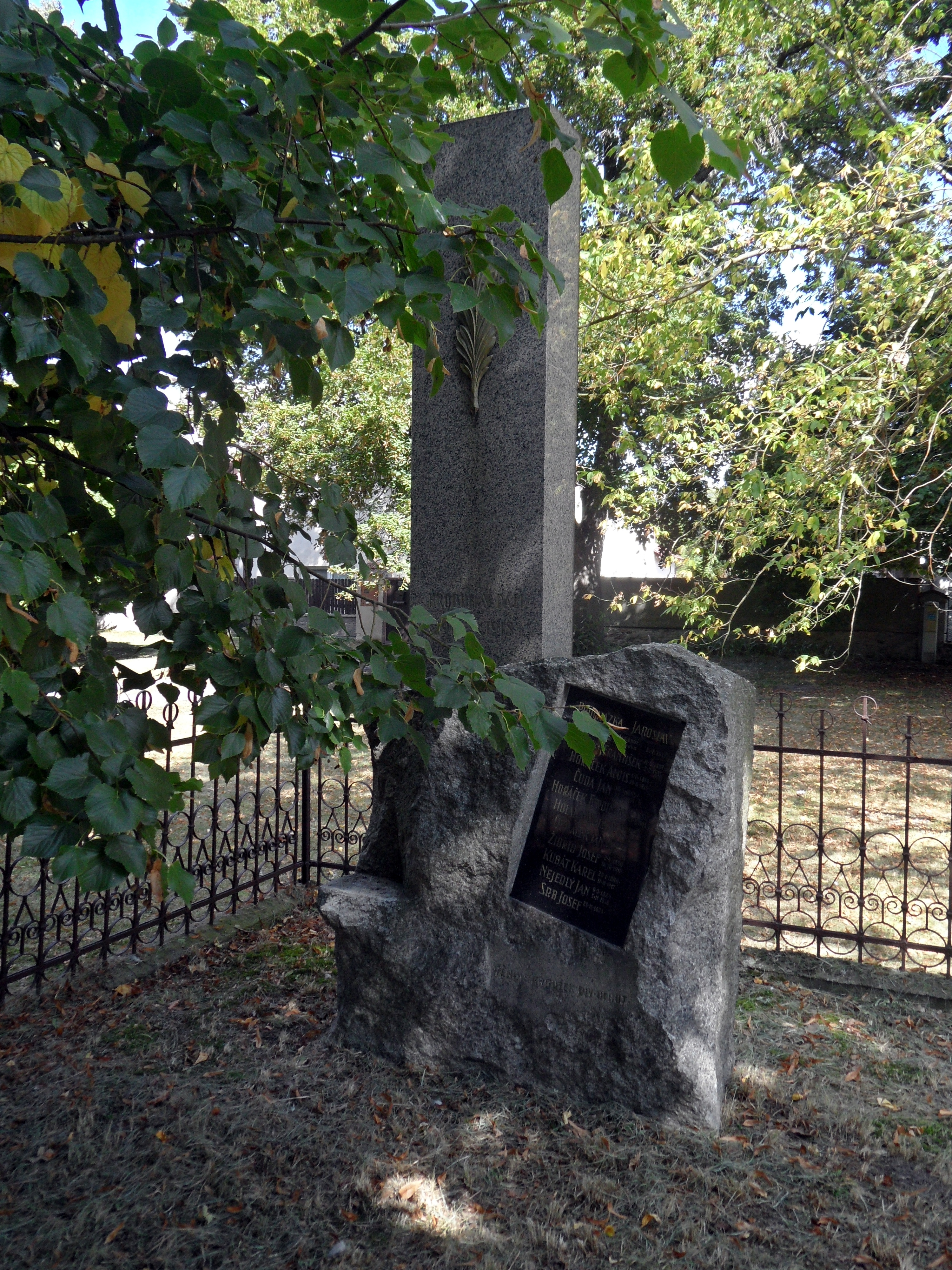
Monumento a las víctimas de la guerra
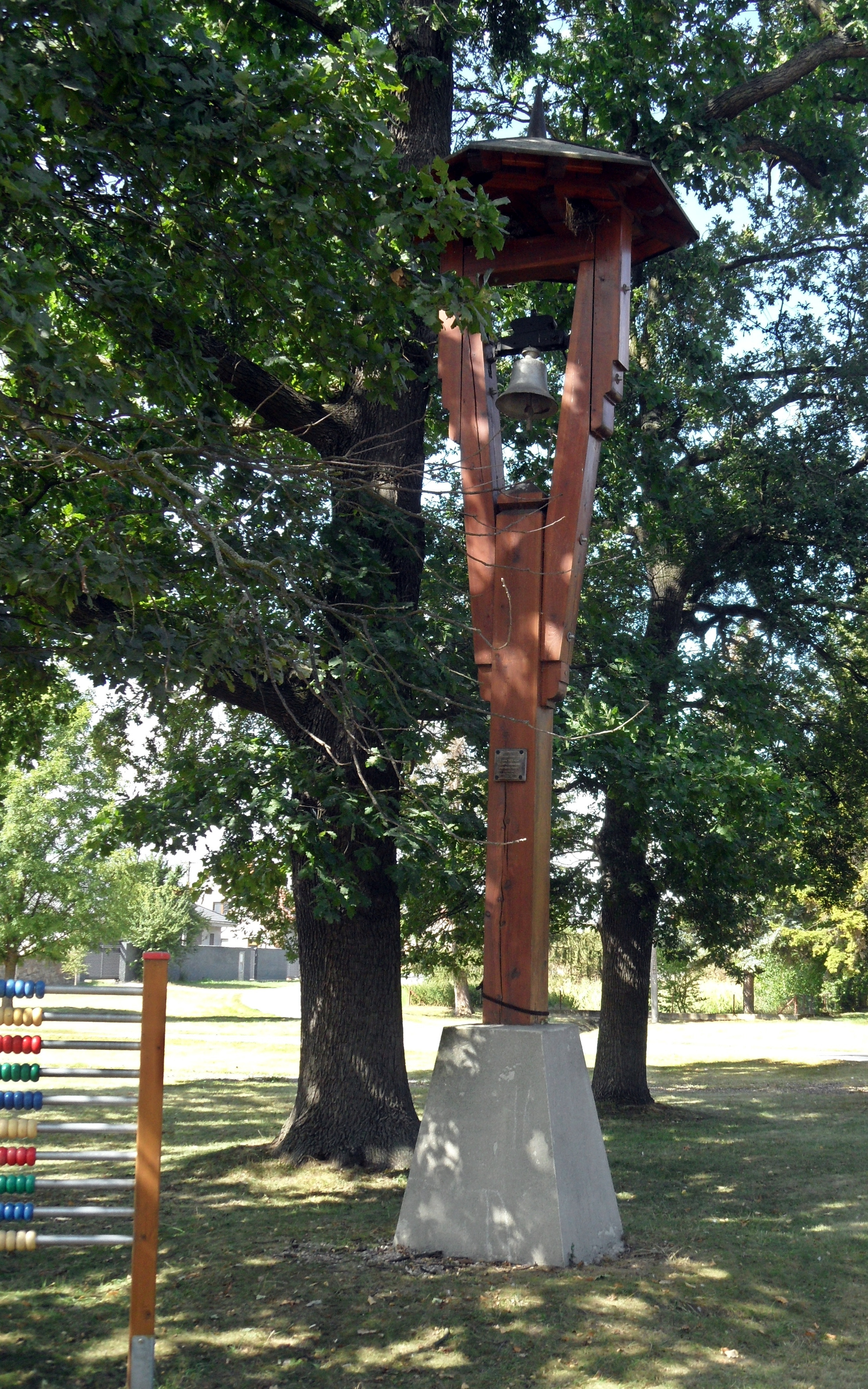
Campanario